# مصطفی عبدالجلیل
مصطفی عبدالجلیل رئیس شورای ملی انتقالی لیبی است و به عنوان رئیس دولت لیبی پس از جنگ داخلی لیبی در سال ۲۰۱۱ شناخته می‌شود.
عبدالجلیل از سال ۲۰۰۷ تا ۲۰۱۱ وزیر دادگستری در حکومت معمر قذافی بود. او به گفته برخی رسانه‌ها دارای مواضعی علیه نقض حقوق بشر در لیبی بوده اما از دید برخی دیگر او نیز در موارد نقض حقوق بشر دست داشته. برای مثال در مورد صدور حکم اعدام برای پرستاران بلغاری در پرونده شیوع ایدز در لیبی که بعدها تبدیل به حبس ابد و آزادی آنها شد. در طول جنگ داخلی لیبی عبدالجلیل به عنوان رهبر مخالفان قذافی در بنغازی شروع به فعالیت نمود و در نهایت موفق به تشکیل حکومت در طرابلس شد.